# Campionato mondiale di football americano 2015
Il campionato mondiale di football americano 2015 (in lingua inglese 2015 American Football World Championship), noto anche come Stati Uniti 2015 in quanto disputato in tale Stato, è stata la quinta edizione del campionato mondiale di football americano per squadre nazionali maggiori maschili organizzato dalla IFAF.
Ha avuto inizio l'8 luglio 2015, e si è concluso il 18 luglio 2015 al Tom Benson Hall of Fame Stadium di Canton.
Questa edizione si sarebbe dovuta tenere in Svezia, ma il 19 dicembre 2014 la Federazione svedese di football americano ha annunciato che non sarebbe riuscita ad organizzare l'evento.

## Stadi
Distribuzione degli stadi del campionato mondiale di football americano 2015
| Canton                          | Tom Benson Hall of Fame Stadium (Canton) |
| Tom Benson Hall of Fame Stadium | Tom Benson Hall of Fame Stadium (Canton) |
| 40°49′11″N 81°23′53″W           | Tom Benson Hall of Fame Stadium (Canton) |
| Capacità: 22 375                | Tom Benson Hall of Fame Stadium (Canton) |
| Altitudine:                     | Tom Benson Hall of Fame Stadium (Canton) |
|                                 | Tom Benson Hall of Fame Stadium (Canton) |

## Squadre partecipanti
Sono presenti tutte le nazionali che hanno vinto almeno una volta il titolo mondiale (ossia Giappone e Stati Uniti). Per questa edizione era previsto l'allargamento da 8 a 12 squadre partecipanti, con l'ingresso di una squadra africana e una centro-sud americana, nonché la partecipazione di una quarta squadra europea e una seconda asiatica.
La rinuncia della Svezia all'organizzazione dell'evento esclude automaticamente la nazionale dal mondiale.
Il 19 gennaio 2015 l'Austria e la Germania hanno annunciato che non avrebbero partecipato al mondiale, mentre la Francia ha confermato la partecipazione; il Marocco non ha dato conferma.
A fine aprile 2015 anche il Canada si è ritirato dalla competizione.
| Pr. | Squadra       | Data di qualificazione | Qualificata in quanto                       | Data di ritiro/squalifica | Motivo                                  | Ultima partecipazione |
| --- | ------------- | ---------------------- | ------------------------------------------- | ------------------------- | --------------------------------------- | --------------------- |
| 1   | Stati Uniti   | 16 luglio 2011         | 1ª class. al Mondiale 2011                  |                           |                                         | Austria 2011          |
| 2   | Canada        | 16 luglio 2011         | 2ª class. al Mondiale 2011                  | 28 aprile 2015            |                                         | Austria 2011          |
| 3   | Messico       | 16 luglio 2011         | 4ª class. al Mondiale 2011                  |                           |                                         | Austria 2011          |
| 4   | Svezia        | 12 ottobre 2011        | Nazione organizzatrice                      | 19 dicembre 2014          | Rinuncia all'organizzazione dell'evento | Giappone 2007         |
| 5   | Australia     | 3 dicembre 2013        | Vincitrice delle qualificazioni oceaniane   |                           |                                         | Austria 2011          |
| 6   | Corea del Sud | 12 aprile 2014         | Vincitrice dello spareggio con il Kuwait    |                           |                                         | Giappone 2007         |
| 7   | Giappone      | 26 aprile 2014         | Vincitrice dello spareggio con le Filippine |                           |                                         | Austria 2011          |
| 8   | Germania      | 3 giugno 2014          | 1ª class. all'Europeo 2014                  | 19 gennaio 2015           |                                         | Austria 2011          |
| 9   | Austria       | 4 giugno 2014          | 2ª class. all'Europeo 2014                  | 19 gennaio 2015           |                                         | Austria 2011          |
| 10  | Francia       | 7 giugno 2014          | 3ª class. all'Europeo 2014                  |                           |                                         | Austria 2011          |
| 11  | Marocco       | 13 dicembre 2014       | Vincitrice del Campionato africano 2014     |                           |                                         | Prima partecipazione  |
| 12  | Brasile       | 31 gennaio 2015        | Vincitrice dello spareggio con Panama       |                           |                                         | Prima partecipazione  |

## Gironi
In seguito ai ritiri di Svezia, Germania, Austria e Marocco i gironi avrebbero dovuto essere composti come segue:
| Girone A    | Girone B      |
| ----------- | ------------- |
| Stati Uniti | Francia       |
| Canada      | Australia     |
| Giappone    | Corea del Sud |
| Messico     | Brasile       |

Il successivo ritiro del Canada ha costretto gli organizzatori a creare un girone unico con tutte le 7 nazionali rimanenti.

## Risultati

### Prima fase

#### Giornata 1
Riposa:  Giappone
| Canton 9 luglio 2015, ore 12:00 UTC-4 Incontro 1 | Australia | 47 – 6 | Corea del Sud | Tom Benson Hall of Fame Stadium |

| Canton 9 luglio 2015, ore 15:30 UTC-4 Incontro 2 | Francia | 31 – 6 | Brasile | Tom Benson Hall of Fame Stadium |

| Canton 9 luglio 2015, ore 19:00 UTC-4 Incontro 3 | Stati Uniti | 30 – 6 | Messico | Tom Benson Hall of Fame Stadium |

#### Giornata 2
Riposa:  Messico
| Canton 12 luglio 2015, ore 12:00 UTC-4 Incontro 4 | Brasile | 28 – 0 | Corea del Sud | Tom Benson Hall of Fame Stadium |

| Canton 12 luglio 2015, ore 15:30 UTC-4 Incontro 5 | Francia | 53 – 3 | Australia | Tom Benson Hall of Fame Stadium |

| Canton 12 luglio 2015, ore 19:00 UTC-4 Incontro 6 | Stati Uniti | 43 – 18 | Giappone | Tom Benson Hall of Fame Stadium |

#### Giornata 3
Riposa:  Corea del Sud
| Canton 15 luglio 2015, ore 12:00 UTC-4 Incontro 7 | Australia | 16 – 8 | Brasile | Tom Benson Hall of Fame Stadium |

| Canton 15 luglio 2015, ore 15:30 UTC-4 Incontro 8 | Messico | 7 – 35 | Giappone | Tom Benson Hall of Fame Stadium |

| Canton 15 luglio 2015, ore 19:00 UTC-4 Incontro 9 | Francia | 0 – 82 | Stati Uniti | Tom Benson Hall of Fame Stadium |

### Finali
Si classifica settima la perdente dell'Incontro 7

#### Finale per il 5º posto
| Canton 18 luglio 2015, ore 12:00 UTC-4 Incontro 10 | Corea del Sud | 14 – 42 | Australia | Tom Benson Hall of Fame Stadium |

#### Finale per il 3º posto
| Canton 18 luglio 2015, ore 15:30 UTC-4 Incontro 11 | Messico | 20 – 7 | Francia | Tom Benson Hall of Fame Stadium |

#### Finale
| Canton 18 luglio 2015, ore 19:00 UTC-4 Incontro 12 | Stati Uniti | 59 – 12 | Giappone | Tom Benson Hall of Fame Stadium |

## Campione
| Campione del Mondo 2015 Stati Uniti (3º titolo) |